# كارليس بويول
كارليس بويول سافوركادا (بالكتلانية:Carles Puyol Saforcada)، لاعب كرة قدم سابق، كان يلعب في قلب دفاع نادي برشلونة ، ولد المدافع الأسباني كارليس بويول يوم 13 أبريل من سنة 1978 بمدينة لابوبلا القريبة من مدينة برشلونة والواقعة بإقليم كاتلونيا، لعب كارليس بويول كقلب دفاع كما بإمكانه اللعب كظهير أيمن، ويعد بويول واحدا من أفضل المدافعين في تاريخ النادي الكتالوني وإسبانيا.
شارك كارليس بويول في مركز الظهير الأيمن في البداية لكنه استقر كقلب دفاع وأبرز مستويات هائلة وقدرة هائلة في الدفاع لم يسبق لأي لاعب أن يمتلكها، كذلك أظهر قدرته في التقدم للأمام ومساندة خط الهجوم، يستطيع أيضا التكيف في مركز الظهير الأيسر على الرغم من أنه ليس طويل القامة (178 سم) لكنه يمتلك قوة جسدية هائلة تنفعه في الالتحامات وفي المواجهة كرجل لرجل وأيضا يستطيع مساندة المهاجمين في الركلات الحرة والركنيات، كان يُعتبر مرجع ومرشد اللاعبين في برشلونة بما يمتلكه من شخصية قيادية قوية وكان دائما يفتخر بتمثيله ألوان برشلونة.

## مسيرته الرياضية مع برشلونة
التحق كارليس بويول بمركز النادي الاسباني منذ صغره حيث تدرج في جميع الفئات العمرية لنادي برشلونة كظهير أيمن.
تألق بويول في صفوف الفئات الصغرى لنادي برشلونة قبل أن ينضم لصفوف الفريق الثاني لنادي برشلونة موسم 1996/1997.
وواصل بويول لعبه بالفريق الثاني إلى غاية موسم 1998/1999 حيث بدا اللعب كلاعب رسمي بقميص الفريق الأساسي لنادي برشلونة، لعب كلاعب أساسي في أول ظهور له مع النادي الأسباني برسم مباريات الدوري الاسباني الممتاز أمام نادي رايوفاليكانو حينها لعب كارليس مباراة كاملة في لقاء عرف هزيمة برشلونة بنتيجة 2/0 وذلك خلال موسم 1999/2000 الذي عرف مشاركة كارليس بويول في 24 مباراة من الليغا و8 مباريات من دوري أبطال أوروبا و5 لقاءات من كاس الملك.
لعب بويول مع برشلونة تحت قيادة المدرب لويس فان غال الذي كلف اللاعب كارليس بمركز الظهير الأيمن مع مشاركته في بعض المباريات كقلب دفاع على حسب احتياجات النادي الكاتلوني.
منذ ذلك الوقت أصبح بويول يكسب ثقة جماهير الكامب نو إلى أن أصبح قائد الفريق بعد مغادرة فيليب كوكو النادي الاسباني، بويول ساهم بشكل كبير في إحراز نادي برشلونة ألقاب عديدة خلال الفترة بين عاميّ 2005 حتى إعتزاله سنة 2013 بعد إحرازه أول لقب له مع برشلونة بقيادة فرانك ريكارد وذلك بإحراز لقب الليغا موسم 2004/2005 ثم لقبي الدوري ودوري أبطال أوروبا موسم 2005/2006. وبعد ثلاثة مواسم من ذلك الإنجاز أبدع بويول وساهم في إحراز فريقه الثلاثية التي لم يسبق لأي نادي اسباني أن حققها بعد الفوز بالليغا وكأس إسبانيا ودوري أبطال أوروبا.
في ذلك الموسم غاب بويول عن 5 مباريات فقط لم تكن بسبب الإصابة، 3 منها كانت بسبب قرار من فرانك ريكارد كما أنه سجل هدفا من ضمن الأهداف الـ 5 ضد ريال سوسيداد في 30 أكتوبر 2005، في نهاية موسم 06-07 كان بويول قد شارك في 35 مباراة من أصل 38 في الدوري وقد عانى بويول من أسوء إصابة بعد نهاية الموسم، أصيب في أربطة ركبته اليسرى ضد نادي غيماريتش في مباراة ودية في 20 حزيران 2007 وابتعد حتى 29 سبتمبر وعلى الرغم من ذلك فقد شارك بويول في 30 مباراة في موسم 07-08.
في موسم 08-09 بدء الفوز في البطولات المتتالية لكارليس بويول واستخدمه غوارديولا في مركز الظهير الأيمن في نهائي دوري ابطال أوروبا كذلك لعب في مركز الظهير الأيسر في نهائي كأس الملك وأظهر قدرته في تسجيل الأهداف برأسه خصوصا في كلاسيكو الـ 6-2 في البرنابيو وأصبح القائد الأول في تاريخ نادي برشلونة الذي يفوز بلقب دوري الأبطال كقائد للفريق برفعه لقب دوري أبطال أوروبا في روما، في موسم 09-10 حقق لقب الدوري الإسباني الرابع له شخصيا وأصبح أكثر لاعب يتم استخدامه من قبل جوسيب غوارديولا في مركز قلب الدفاع.
وقد اعتزل بويول لعب كرة القدم نهائيا نهاية موسم 2013-2014 بعد أربعة عشر عاماً أمضاها بقميص النادي، لعب خلالها 593 مباراة وسجل 18 هدفاً، وتم تعينه لاحقا مساعداً لأندوني زوبيزاريتا المدير الرياضي لبرشلونة واحد من أعضاء الطاقم الإداري.

## مع منتخب إسبانيا
كان كارليس بويول أحد أهم ركائز دفاع المنتخب الإسباني وقد شارك كارليس بويول مع المنتخب الإسباني الأولمبي خلال أطوار منافسات اولمبياد سدني 2000 حينها حقق المنتخب الأولمبي المركز الثاني والميدالية الفضية بعد خسارة النهائي أمام الكاميرون.
شارك في أول مباراة دولية له أمام منتخب هولندا في سنة 2000. استدعي للمشاركة مع منتخب بلاده خلال كأس العالم 2002 التي أقيمت في كوريا الجنوبية واليابان خلال هذا الكأس غادر بويول وأصدقاؤه المنافسات من دور الربع بعد الأخطاء التحكيمية في مباراتهم أمام كوريا الجنوبية.
في مونديال 2010 كان من ركائز المنتخب وقد سجل هدفا تاريخيا في مرمى المنتخب الألماني في مباراة نصف النهائي للبطولة، مما أدى إلى تأهل المنتخب الإسباني إلى النهائي لأول مرة في تاريخه ومنها إلى نيل لقب كأس العالم 2010 لأول مرة في تاريخ إسبانيا، وكان أحد أفراد المنتخب الإسباني الفاعليين في يورو 2008 والتي ظفر بلقبها المنتخب الإسباني.

## إحصاءات المهنة

### النادي
آخر تحديث 29 مايو 2011.
| النادي        | الموسم        | الدوري | الدوري  | الكأس  | الكأس   | أوروبا | أوروبا  | أخرى   | أخرى    | المجموع | المجموع |
| النادي        | الموسم        | الظهور | الأهداف | الظهور | الأهداف | الظهور | الأهداف | الظهور | الأهداف | الظهور  | الأهداف |
| ------------- | ------------- | ------ | ------- | ------ | ------- | ------ | ------- | ------ | ------- | ------- | ------- |
| برشلونة بي    | 1996–97       | 1      | 1       | –      | –       | –      | –       | –      | –       | 1       | 1       |
| برشلونة بي    | 1997–98       | 42     | 3       | –      | –       | –      | –       | –      | –       | 42      | 3       |
| برشلونة بي    | 1998–99       | 38     | 2       | –      | –       | –      | –       | –      | –       | 38      | 2       |
| برشلونة بي    | 1999–00 ‏      | 8      | 0       | –      | –       | –      | –       | –      | –       | 8       | 0       |
| برشلونة بي    | المجموع       | 89     | 6       | –      | –       | –      | –       | –      | –       | 89      | 6       |
| برشلونة       | 1999–00       | 24     | 0       | 5      | 0       | 8      | 0       | 0      | 0       | 37      | 0       |
| برشلونة       | 2000–01       | 17     | 0       | 2      | 0       | 5      | 0       | –      | –       | 24      | 0       |
| برشلونة       | 2001–02       | 35     | 2       | 1      | 0       | 15     | 0       | –      | –       | 51      | 2       |
| برشلونة       | 2002–03       | 32     | 0       | 0      | 0       | 14     | 0       | –      | –       | 46      | 0       |
| برشلونة       | 2003–04       | 27     | 0       | 4      | 0       | 7      | 0       | –      | –       | 38      | 0       |
| برشلونة       | 2004–05       | 36     | 0       | 1      | 0       | 8      | 0       | –      | –       | 45      | 0       |
| برشلونة       | 2005–06       | 35     | 1       | 3      | 0       | 12     | 0       | 2      | 0       | 52      | 1       |
| برشلونة       | 2006–07       | 35     | 1       | 7      | 0       | 8      | 1       | 5      | 0       | 55      | 2       |
| برشلونة       | 2007–08       | 30     | 0       | 7      | 0       | 10     | 1       | –      | –       | 47      | 1       |
| برشلونة       | 2008–09       | 28     | 1       | 6      | 0       | 11     | 0       | –      | –       | 45      | 1       |
| برشلونة       | 2009–10       | 32     | 1       | 2      | 0       | 9      | 0       | 5      | 0       | 48      | 1       |
| برشلونة       | 2010–11       | 17     | 1       | 3      | 0       | 8      | 0       | 0      | 0       | 28      | 1       |
| برشلونة       | 2011–12       | 0      | 0       | 0      | 0       | 0      | 0       | 0      | 0       | 0       | 0       |
| برشلونة       | المجموع       | 348    | 7       | 41     | 0       | 115    | 2       | 12     | 0       | 516     | 9       |
| المجموع الكلي | المجموع الكلي | 437    | 13      | 41     | 0       | 115    | 2       | 12     | 0       | 605     | 15      |

### المنتخب
| المنتخب الإسباني لكرة القدم الدولة الوطني | المنتخب الإسباني لكرة القدم الدولة الوطني | المنتخب الإسباني لكرة القدم الدولة الوطني |
| السنة                                     | الظهور                                    | الأهداف                                   |
| ----------------------------------------- | ----------------------------------------- | ----------------------------------------- |
| 2000                                      | 1                                         | 0                                         |
| 2001                                      | 4                                         | 0                                         |
| 2002                                      | 10                                        | 1                                         |
| 2003                                      | 8                                         | 0                                         |
| 2004                                      | 10                                        | 0                                         |
| 2005                                      | 10                                        | 0                                         |
| 2006                                      | 10                                        | 0                                         |
| 2007                                      | 5                                         | 0                                         |
| 2008                                      | 14                                        | 1                                         |
| 2009                                      | 8                                         | 0                                         |
| 2010                                      | 11                                        | 1                                         |
| المجموع                                   | 91                                        | 3                                         |

## ألقاب كارليس بويول

### مع النادي
- الدوري الإسباني : 2004-05، 2005-06، 2008-09، 2009-10، 2010-11 و2012-13
- كأس ملك إسبانيا : 2009 و2012
- دوري أبطال أوروبا :2005-06 و2009 و2010-11
- كأس السوبر الاوروبي : 2009 و2011
- كأس السوبر الأسبانية : 2005 ،2006 ،2009 ،2011 و2013
- كأس العالم للأندية : 2009 و2011

### مع المنتخب
- كأس العالم لكرة القدم : 2010
- بطولة أمم أوروبا: 2008
- دورة الألعاب الأولمبية فضية منافسات كرة القدم في سيدني2000
- كأس القارات لكرة القدم المركز الثالث 2009

## وصلات خارجية
- كارليس بويول على موقع الاتحاد الدولي (مؤرشف)  (الإنجليزية)
- كارليس بويول على موقع الاتحاد الأوربي (الإنجليزية)
- كارليس بويول على موقع قاعدة بيانات كرة القدم.إي يو (الإنجليزية)
- كارليس بويول على موقع ناشيونال فوتبول تيمز (الإنجليزية)
- كارليس بويول على موقع Soccerbase.com (لاعب) (الإنجليزية)
- كارليس بويول على موقع Soccerway.com (الإنجليزية)
- كارليس بويول على موقع عالم كرة القدم.نت (الإنجليزية)
- كارليس بويول على موقع أوليمبيديا (الإنجليزية)
- كارليس بويول على موقع AS.com (الإسبانية)

- بالفيديو بويول يستذكر اللحظات في كأس العالم FIFA، من الموقع الرسمي للفيفا نسخة محفوظة 29 ديسمبر 2017 على موقع واي باك مشين.